# Cañitas de Felipe Pescador
Cañitas de Felipe Pescador è una municipalità dello stato di Zacatecas, nel Messico centrale, il cui capoluogo è la omonima località.
Conta 8.239 abitanti (2010) e ha una estensione di 449,18 km².
La località deve il suo nome alla produzione della caña, cioè la canna del mais; in più è dedicato a Felipe Pescador, direttore generale delle ferrovie.